# Bethlehem Records
Pour les articles homonymes, voir Bethlehem.
Bethlehem Records est un label fondé par Gus Wildi à New York durant l'automne 1953. Il est principalement connu dans les années 1950 comme un label de jazz. 

## Histoire
Le label est surtout connu à partir des années 1950 pour ses éditions de disques de jazz de style hard bop East Coast, cool jazz, jazz West Coast ainsi que de nombreux chanteurs. Creed Taylor produit notamment les séances d'enregistrement de 1954 à 1956, puis il quitte le label pour rejoindre ABC Paramount et créera quelques années plus tard le célèbre label Impulse!. 
Bethlehem a notamment enregistré et publié les premiers albums de chanteurs tels que Chris Connor (Chris Connor Sings Lullabys for Lovers et Chris Connor Sings Lullabys of Birdland en 1954) ou Nina Simone (Little Girl Blue en 1958) et la chanteuse / actrice Julie London accompagnée de plusieurs artistes sur l'album Bethlehem's Girl Friends paru en 1956. La chanteuse jazz Marilyn Moore a également enregistré son premier album Moody Marilyn Moore en 1957 sur le label Bethlehem. De nombreux musiciens de jazz moderne ont également enregistré pour le label dont Howard McGhee, et Oscar Pettiford.
40 disques LP différents sont parus entre 1953 et 1955, puis environ 160 LP au format 12 pouces ont suivi jusqu'en 1962. Plusieurs grands noms du jazz ont enregistré des albums importants sur ce label comme Duke Ellington (1957), Charles Mingus et Bill Evans (East Coasting, 1957) ou encore le dernier enregistrement du pianiste Herbie Nichols (Love, Gloom, Cash, Love, 1957). 
Racheté par Syd Nathan au début des années 1960 qui distribue les albums par King Records, Bethlehem cesse alors d'être un label de jazz. King Records est à son tour revendu à Starday Records en 1968 avec le catalogue Bethlehem. Dans les années 1970 et 1980 des rééditions d'albums apparaissent chez Affinity Records puis Evidence dans les années 1990,.